# Cortestina
Cortestina là một chi nhện trong họ Oonopidae.